# کورت گودل
کورت گودل (به آلمانی: Kurt Gödel) (‎/ˈɡɜːrdəl/‎; آلمانی: [ˈkʊɐ̯t ˈɡøːdl̩] ()) (زادهٔ ۲۸ آوریل ۱۹۰۶ در شهر برنو در پادشاهی اتریش-مجارستان، – درگذشتهٔ ۱۴ ژانویه ۱۹۷۸ در پرینستون، نیوجرسی ایالات متحده آمریکا) ریاضی‌دان، منطق‌دان و فیلسوف اتریشی بود. قضایای ناتمامیت گودل یکی از دستاوردهای برجسته ریاضیات قرن بیستم است.

## زندگی
گودل در سن دوازده سالگی و زمانی که امپراتوری اتریش-مجارستان از هم پاشید، خودبخود تابعیت چکسلواکی یافت اما در ۲۳ سالگی خود تابعیت اتریش را پذیرفت. او را در خانه به خاطر کنجکاوی سیری ناپذیرش به نام «آقای چرا» می‌شناختند. گودل در ۱۸ سالگی وارد دانشگاه وین شد. تا آن زمان او بر ریاضیات دانشگاهی مسلط شده بود. گرچه در ابتدا قصد داشت فیزیک نظری بخواند، در کلاس‌های ریاضی و فلسفه هم حاضر می‌شد. او که در این زمان به واقعیت‌گرایی در ریاضیات تمایل داشت، «اصول مابعدالطبیعی علوم طبیعی» کانت را خوانده بود و در جلسات حلقهٔ وین با حضور شلیک، کارنپ و هانس هان شرکت می‌کرد. او در جلساتی که در حضور شلیک کتاب «مقدمه‌ای بر فلسفه ریاضی» راسل را می‌خواندند، به منطق ریاضی علاقه‌مند شد. او منطق ریاضی را علمی مقدم بر علوم دیگر می‌دانست که شامل اصولی بود که بنای علوم دیگر بر آن استوار بود.
حضور گودل در سخنرانی داویت هیلبرت دربارهٔ تمامیت و سازگاری نظام‌های ریاضی زندگی او را تغییر داد. در سال ۱۹۲۸، هیلبرت و آکرمن اصول منطق ریاضی را منتشر کردند که مقدمه‌ای بر منطق مرتبه اول بود و مسئله تمامیت به عنوان پرسشی در آن مطرح شده بود: آیا اصول موضوعه یک نظام برای استنتاج همه جملات درست در هر مدل از آن نظام کافی اند؟ این موضوعی بود که گودل برای تحقیقات دکتری‌اش انتخاب کرد. در ۱۹۲۹، در سن ۲۳ سالگی، تز دکتری‌اش را با راهنمای هانس هان تمام کرد. در تز دکتری‌اش، گودل تمامیت حساب محمولات مرتبه اول را اثبات کرده بود.
در سال ۱۹۳۱ و زمانی که هنوز در وین بود قضایای ناتمامیت را منتشر کرد. او اثبات کرده بود که برای هر نظام اصل موضوعی محاسبه‌پذیر، چنان‌که بتوان اصول موضوعه پئانو را در آن بیان کرد:
1. اگر این نظام سازگار باشد، نمی‌تواند تمام باشد.
2. سازگاری این نظام را نمی‌توان در خود آن اثبات کرد.

این قضیه به نیم قرن تلاش برای بنای تمام ریاضیات بر مجموعه‌ای از اصول موضوعه که با فرگه آغاز شده بود و با اصول ریاضی راسل و فرمالیسم هیلبرت به اوج خود رسیده بود پایان داد.

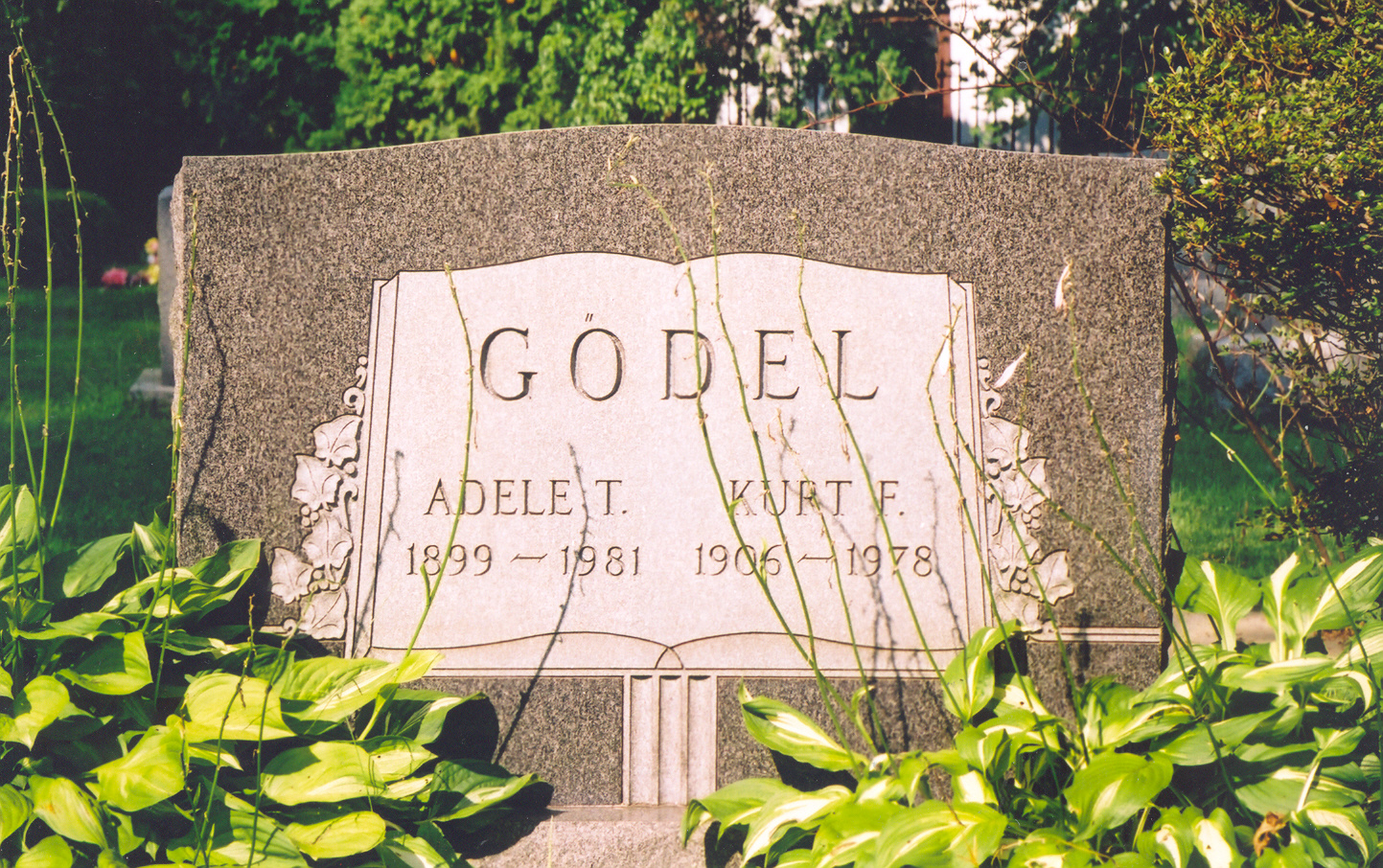
آرامگاه گودل در نیوجرسی ایالات متحده آمریکا

گودل با دو قضایای ناتمامیت شهرت دارد، که درست یک سال بعد از اخذ مدرک دکترا از دانشگاه وین در سال ۱۹۳۱ (یعنی در سن ۲۵ سالگی وی) به چاپ رسید.
او همین‌طور نشان داد که فرضیه پیوستار را نمی‌توان به وسیلهٔ اصول پذیرفته شده در تئوری مجموعه‌ها، به فرض پایداری آن اصول، باطل کرد. او سهم عمده‌ای برای اثبات تئوری به وسیلهٔ تبیین ارتباط بین منطق کلاسیک، منطق شهودگرا و منطق وجهی داشت.
گودل در ۳۳ سالگی برای گریز از مشکلات جنگ جهانی دوم از طریق راه‌آهن سراسری سیبری به ژاپن و از آنجا به سانفرانسیسکو و ایالات متحده آمریکا کوچید و تا پایان عمر در آن کشور باقی ماند.
او در سال ۱۹۴۶ به عضویت دائم مرکز تحقیقات پیشرفته پرینستون درآمد. در این زمان از انتشار مقاله دست کشید ولی به تحقیقاتش ادامه داد، تا این که در سال ۱۹۷۶ بازنشسته شد. او رفته رفته به فیزیک و فلسفه علاقه‌مند شد و به مطالعه لایب‌نیتس روی آورد و بر این عقیده بود، که توطئه‌ای باعث شده‌است، که برخی کارهای لایب‌نیتس ناشناخته بماند. او همچنین به میزان کم‌تری آثار کانت و هوسرل را مطالعه کرد. در اوایل دههٔ ۱۹۷۰ (میلادی) نسخه‌ای از برهان وجودی آنسلم را میان دوستانش توزیع کرد که به برهان وجودی گودل معروف است.

## سال‌های پایانی
در اواخر زندگیش، گودل دچار بی‌ثباتی روانی و به‌خصوص ترس شدید و بیمارگونه‌ای شد از این که به او سم خورانده شود. به همین دلیل تنها از غذاهایی که همسرش، آدله، برایش تهیه می‌کرد می‌خورد، آن هم به این شرط که خود او اول غذا را امتحان می‌کرد. در سال ۱۹۷۷ آدله بیمار و شش ماه در بیمارستان بستری شد و بنا بر این دیگر قادر نبود، غذایش را تهیه کند. در این مدت گودل از خوردن دست کشید، تا آن که از گرسنگی تلف شد؛ در حالی که وزنش به ۳۰ کیلوگرم رسیده بود. گواهی فوت او در بیمارستان پرینستون علت مرگش را سوءتغذیه ناشی از اختلال شخصیت ذکر می‌کند.

## دیدگاه‌های مذهبی
کورت گودل خدا باور بود و به مسیحیت اعتقاد داشت. دیدگاه‌های مذهبی او با نظرات دوستش آلبرت اینیشتین تفاوت داشت.
او به‌طور جد به زندگی پس از مرگ اعتقاد داشت و بیان کرده بود: من به این که زندگی پس از مرگ وجود دارد، مستقل از هر الهیاتی، اعتقاد دارم. اگر که دنیا بر پایه عقلانیت ساخته شده و معنادار است پس حتماً باید چنین چیزی [زندگی پس از مرگ] وجود داشته باشد.
او در نامه‌ای ارسال نشده، در پاسخ به سؤالی، خود را مسیحی تعمید شده معرفی می‌کند و می‌نویسد: من به خدایی دارای شخصیت باور دارم، نه خدایی که بدون شخصیت است و ناآگاهانه عمل می‌کند، و در نتیجه فلسفهٔ لایبنیتس را بر اسپینوزا ترجیح می‌دهم. درباره دین او به‌طور عام می‌گوید: بسیاری از دین‌های امروزی، مشکل دارند و شاید غیرالهی باشند، اما ماهیت دین به خودی خود درست است. همسر گودل (آدِله)، در مورد او می‌گوید: «کورت هرچند به کلیسا نمی‌رفت، اما به دین مسیحیت باور داشت، و هر یکشنبه صبح، در تختخواب خود انجیل می‌خواند.»
او همچنین به اسلام اظهار علاقه می کرد.